# Amerikaanse auto in 1909
Dit artikel geeft een overzicht van alle Amerikaanse personenwagens geproduceerd in 1909 door een significante autoconstructeur. De auto's staan alfabetisch gerangschikt per merk. Hier staan enkel Amerikaanse merken, ongeacht of ze eigendom zijn van een niet-Amerikaans concern. Ook gaat het om constructeurs die algemeen bekend zijn met auto's die algemeen voor het publiek verkrijgbaar zijn. 
| Bailey |                  | concern:                | Onafhankelijk |
| Bailey | divisie:         |                         |               |
| Bailey | merk:            | Bailey Verenigde Staten |               |
| Bailey | model:           | Electric                |               |
| Bailey | einde productie: | 1909                    |               |
| Bailey | productieaantal: | ?                       |               |

| Cadillac |                  | concern:                  | General Motors Verenigde Staten |
| Cadillac | divisie:         |                           |                                 |
| Cadillac | merk:            | Cadillac Verenigde Staten |                                 |
| Cadillac | model:           | Model 30                  |                                 |
| Cadillac | einde productie: | 1914                      |                                 |
| Cadillac | productieaantal: | ?                         |                                 |

| Franklin |                  | concern:                  | Onafhankelijk |
| Franklin | divisie:         |                           |               |
| Franklin | merk:            | Franklin Verenigde Staten |               |
| Franklin | model:           | 1909                      |               |
| Franklin | einde productie: | 1911                      |               |
| Franklin | productieaantal: | ?                         |               |

| Thomas |                  | concern:                | Onafhankelijk |
| Thomas | divisie:         |                         |               |
| Thomas | merk:            | Thomas Verenigde Staten |               |
| Thomas | model:           | K6-70                   |               |
| Thomas | einde productie: | 1914                    |               |
| Thomas | productieaantal: | ?                       |               |